# Zrmanja
Zrmanja är ett vattendrag i Kroatien. Det ligger i den södra delen av landet, 180 km söder om huvudstaden Zagreb.